# Чедо Сладоје
Чедо Сладоје (Невесиње, 2. новембар 1948) је генерал-потпуковник Војске Републике Српске у пензији.

## Биографија
Генерал Чедо Сладоје рођен је у Невесињу од оца Риста и мајке Саве. Основну школу завршио је у Калиновику, Средњу геодетску техничку школу у Сарајеву, Војну академију Копнене војске - смјер пјешадија у Београду и Сарајеву, Командно - штабну академију (завршио 1981. са добрим успјехом) и Школу националне одбране (завршио 1996. са врлодобрим успјехом) у Београду. Тренутно обавља дужност начелника Одјељења за борачко-инвалидску заштиту у општини Бања Лука. У чин потпоручника пјешадије произведен је 1972, у чин поручника унапријеђен је 1974, капетана 1977, капетана прве класе 1980, мајора 1984, потпуковника 1988, пуковника 1992, генерал - мајора 14. септембра 1999. (ванредно) и генерал -потпуковника 8. јануара 2001. године (ванредно).
У ЈНА је обављао дужности: командир пратеће чете, командир вода бестрзајних топова Бст-82, командир вода у Војној академији Копнене војске - смјер пјешадија, начелник Школе резервних официра ветеринарске службе, командир групе припадника страних оружаних снага (Намибија), оперативац у Републичком штабу Територијалне одбране Социјалистичке Републике Босне и Херцеговине, замјеник команданта Окружног штаба Територијалне одбране Зеница. Док је у ВРС био начелник Оперативно-наставног органа у корпусу, а затим и начелник штаба Сарајевско-романијског корпуса, начелник штаба Херцеговачког корпуса, начелник штаба Источнобосанског корпуса, начелник Управе Копнене војске Генералштаба Војске Републике Српске и помоћник начелника Генералштаба Војске Републике Српске за морал, вјерске и правне послове и сарадљу са цивилним сектором.
Службовао је у гарнизонима: Сарајево, Зеница, Требиње, Бијељина и Бања Лука.
У одбрани српског народа у Босни и Херцеговини учествовао је од 4. априла 1992 (од 15. маја као припадник ВРС) до 14. децембра 1995. године на дужности начелника оперативно-наставног органа у штабу Сарајевско-романијског корпуса Војске Републике Српске.  Пензионисан је 28. фебруара 2002. године.
Послије пензионисања са супругом живи у Београду. Има двоје дјеце.

## Одликовања
Током војне каријере више пута је одликован
- Медаљом за војне заслуге,
- Орденом за војне заслуге са сребрним мачевима,
- Орденом Народне армије са сребрном звездом и
- Орденом Карађорђеве звијезде другог реда.[1]

Током службе оцјењиван је осам пута, два пута оцјеном истиче се и шест пута оцјеном нарочито се истиче.